# Eremophila pustulata
Eremophila pustulata är en flenörtsväxtart som beskrevs av Spencer Le Marchant Moore. Eremophila pustulata ingår i släktet Eremophila och familjen flenörtsväxter. Inga underarter finns listade i Catalogue of Life.